# Михайловская (Усть-Паденьгское сельское поселение)
Михайловская — нежилая деревня в Шенкурском районе Архангельской области. Входит в состав муниципального образования «Усть-Паденьгское».

## География
Деревня расположена в южной части Архангельской области, в таёжной зоне, в пределах северной части Русской равнины, в 54 километрах на юго-запад от города Шенкурска, на левом берегу реки Паденьга, притока Ваги. Ближайшие населённые пункты: на северо-западе деревня Кривоноговская.
Часовой пояс
Михайловская, как и вся Архангельская область, находится в часовой зоне МСК (московское время). Смещение применяемого времени относительно UTC составляет +3:00.

## Население
| 2002 | 2010 | 2012 |
| ---- | ---- | ---- |
| 0    | →0   | →0   |

## История
Указана в «Списке населённых мест по сведениям 1859 года» в составе Шенкурского уезда(1-го стана) Архангельской губернии под номером «2067» как «Михайловская». Насчитывала 10 дворов, 51 жителя мужского пола и 56 женского.
В «Списке населенных мест Архангельской губернии к 1905 году» деревня Михайловская насчитывает 20 дворов, 74 мужчины и 81 женщина.  В административном отношении деревня входила в состав Паденгского сельского общества Устьпаденгской волости.
На 1 мая 1922 года в поселении 26 дворов, 57 мужчин и 72 женщины.